# Muitos Capões
Muitos Capões là một đô thị thuộc bang Rio Grande do Sul, Brasil. Đô thị này có diện tích 1193,131 km², dân số năm 2007 là 2969 người, mật độ 2,49 người/km².